# Ludvíkovice
Ludvíkovice (en allemand : Loosdorf) est une commune du district de Děčín, dans la région d'Ústí nad Labem, en Tchéquie. Sa population s'élevait à 947 habitants en 2021.

## Géographie
Ludvíkovice se trouve dans la partie sud de la Suisse bohémienne, à 4 km au nord-est du centre de Děčín, à 21 km au nord-est d'Ústí nad Labem et à 82 km au nord-nord-ouest de Prague.
La commune est limitée par Hřensko au nord, par Arnoltice, Bynovec, Kámen et Huntířov à l'est, par Dobrná au sud, et par Děčín au sud et à l'ouest.

## Histoire
La première mention écrite du village date de 1425. Il se trouve dans la région historique de Bohême.

## Transports
Par la route, Ludvíkovice se trouve à 4 km de Děčín, à 27 km d'Ústí nad Labem et à 118 km de Prague.